# Ризикований бізнес
«Ризикований бізнес» або «Небезпечна справа» (Risky Business) — американська молодіжна кінокомедія, знята в 1983 році дебютантом Полом Брікманом. У головній ролі знявся Том Круз, якого цей фільм зробив зіркою першої величини. Роль у фільмі Брікмана продовжує вважатися однією з вершин його акторської кар'єри.

## Сюжет
Джоел Гудсон — старшокласник, який живе з батьками в ексклюзивному кварталі Чикаго на березі озера Мічиган. Вдень його життя повне турботами про те, щоб не розчарувати батьків і вступити в один з університетів престижної «ліги плюща», а вечорами він фантазує про секс.
Коли батьки їдуть з дому на відпочинок, один з приятелів влаштовує для Джоела рандеву з гламурною повією на ім'я Лана. Наступного дня обох приятелів з  Ланою вулицями Чикаго переслідує божевільний «сутенер-вбивця» Гвідо. З кожною годиною проблеми Джоела наростають.
До кінця фільму Джоел, який виявив задатки справжнього капіталіста і остаточно розгубив при цьому свою колишню невинність, самовдоволено констатує, що за кілька годин зміг заробити $8000, влаштувавши в батьківському домі справжній бордель.

## У ролях
- Том Круз — Джоел Гудсон
- Ребекка де Морней — Лана
- Джо Пантоліано — Гвідо
- Річард Мазур — Резерфорд
- Бронсон Пінчот — Баррі
- Кертіс Армстронг — Майлс
- Ніколас Прайор — батько Джоела
- Джанет Керрол — мати Джоела

## Критика
Рецензенти звертали увагу, що проституція в фільмі розглядається як одна з форм підприємництва, і це обурило багатьох. У Variety написали, що "фільм справляє враження схвалення невтішного результату: найважливіше на світі — «зрубати купу грошей». На думку Девіда Денбі (New Yorker), «все це представлено без тіні критики або іронії — як урочистість свободи підприємництва». «Хай живуть багатство, успіх, статус і краще тіло, яке можна купити», — підсумував фільм Ендрю Сарріс. Дехто й зовсім відкинув фільм в сторону як тонкий приклад «сексплуатаціі».
У той же час Крістофер Коноллі назвав фільм Брікмана «Безтурботний наїзник» для покоління MTV. У довіднику Time Out фільм порівнюють з не менш легендарним «Випускником» 1967 року. З висоти XXI століття в ньому можна бачити першу ластівку кіно про молодь, яка безуспішно намагається вирватися з в'ялого життя в американських передмістях рейганівської епохи «Конфіскатор», «Дивніше, ніж в раю»). Дейв Кер сприйняв «Ризикований бізнес» як ознака того, що повертаються часи Дугласа Сірка, коли голлівудське кіно для широких мас могло бути воістину художнім і оригінальним.

## Тема втрати невинності
У фільмі чітко звучить тема втрати невинності при вступі в доросле життя. На думку Дейва Кера, від поверхневих критиків сховалася головна відмінність фільму від інших молодіжних комедій — аура напівсонного томління, на яку працює віртуозна в своїй рухливості камера і велика кількість в кадрі диму, туманів. Як зазначає кінознавець, комічні ситуації у Брікмана доведені до абсурду з сюрреалістичним нальотом, а їдка сатира приправлена хиткою романтичною мрійливістю.
Кришталеве яйце — дорога дрібничка, що уособлює матеріальну винагороду, яке Джоел вправі очікувати в разі проходження по життєвому шляху, запропонованому батьками. Розколоти яйце — означає розбити сім'ю і майбутнє, іншими словами — знайти свободу. Щось відмирає в Джоел, коли він одягає чорні окуляри, — цей жест перетворює його в постійного мешканця нічного світу, і до того ж в старого. Ми розуміємо, що Джоел виріс.

— Дейв Кер
Критики відзначають і іншу особливість «Ризикованого бізнесу». Осуд продажності і капіталізму йде рука об руку з прославлянням капіталістичних цінностей (Дж. Розенбаум). За влучним висловом Кера, головний герой весь час коливається між Ід (Воно) і Супер-Его , доступними задоволеннями і обіцянкою блискучого майбутнього, між «жаром плоті і холодком монет»

## Звукова доріжка
З перших кадрів ритм фільму задає електронна музика в дусі «нової хвилі» 1980-х. Основна частина саундтрека написана командою Tangerine Dream. В одній з ключових сцен фільму звучить мелодія Філа Коллінза In the Air Tonight.